# Gli eroi del deserto (film 1926)
Gli eroi del deserto (Beau Geste) è un film muto del 1926 diretto da Herbert Brenon e interpretato da Ronald Colman. Tratto dal romanzo di Percival Christopher Wren, il film - girato in California - venne distribuito dalla Paramount nelle sale il 25 agosto 1926.
I protagonisti erano Ronald Colman e Mary Brian. Nel cast appaiono i nomi di due attori che sarebbero diventati famosi, William Powell e Victor McLaglen.
Nel 1939, del film venne fatto un remake diretto da William A. Wellman e interpretato da Gary Cooper e Ray Milland.
Nel 1966 ci fu un secondo remake, diretto da Douglas Heyes e nel 1977 la parodia  Io, Beau Geste e la legione straniera di e con Marty Feldman.

## Trama
I fratelli 'Beau', John e Digby Geste sono tutti e tre arruolati nella Legione Straniera. Alle prese con i tuareg del deserto, la dura vita militare e un sadico sergente, i tre in un flashback ricostruiscono i fatti che li hanno portato a lasciare la casa dove vivevano: adottati dalla ricca Lady Brandon, sono costretti a fuggire perché un prezioso gioiello sparisce e uno di loro potrebbe essere il ladro. Si scoprirà che il furto è stato compiuto da Beau, ma solo per proteggere Lady Brandon. Infatti, suo marito che voleva vendere la gemma, era ignaro che la moglie l'avesse già venduta di nascosto e l'avesse sostituita con un falso.

## Produzione
Il film originalmente aveva delle sequenze in Technicolor. Venne prodotto dalla Famous Players-Lasky Corporation e girato in California a Chatsworth all'Iverson Ranch e a Yuma, in Arizona.

## Distribuzione
Il film fu distribuito dalla Paramount Pictures Corporation. La prima si tenne a New York il 25 agosto 1926 al Criterion Theatre.
Nel 2010, sono uscite due edizioni del film in DVD, una della Nostalgia Family Video e una della Loving the Classics, ambedue solo con didascalie in inglese.

### Date di uscita
IMDb
- USA Beau Geste 25 agosto 1926
- Austria Blutsbrüderschaft	1927
- Finlandia  	5 settembre 1927
- Portogallo Beau Geste 19 marzo 1928
- Grecia To frourion tou thanatou